# الإمارات العربية المتحدة في الألعاب الأولمبية
الإمارات العربية المتحدة في الألعاب الأولمبية تقوم اللجنة الأولمبية الوطنية بدولة الإمارات العربية المتحدة بالإشراف في شؤون مشاركات الإمارات في الألعاب الأولمبية، أول مشاركة للإمارات في الألعاب الأولمبية كانت في دورة 1984 في لوس أنجلوس في الولايات المتحدة حيث شاركت ب7 رياضيين ،ولم تتمكن الإمارات حتى إلا بالفوز بميدالية ذهبية واحدة كانت عن طريق العداء أحمد بن محمد بن حشر آل مكتوم في الرماية في دورة 2004.